# Helmut Bechert
Helmut Bechert (* 1. Januar 1933 in Allenstein, Ostpreußen) ist ein deutscher Offizier. Er war Oberst und Abteilungsleiter im Ministerium für Staatssicherheit (MfS) der DDR.

## Leben
Der Sohn eines Automechanikers schloss 1956 ein Studium an der Karl-Marx-Universität Leipzig als Diplom-Journalist ab. 1956 trat er in die SED ein und wurde vom MfS in der Abteilung Agitation eingestellt. 1971 wurde Bechert stellvertretender Leiter und 1975 Leiter der Abteilung Agitation. 1976 wurde er an der Juristischen Hochschule des MfS in Potsdam-Eiche zum Dr. jur. promoviert und erreichte 1977 den Rang eines Obersts. Von 1985 bis 1989 war Bechert als Offizier im besonderen Einsatz stellvertretender Leiter der Abteilung Presse des Ministeriums für Auswärtige Angelegenheiten der DDR.